# 干支の聖母
『干支の聖母』（えとのせいぼ、伊: Madonna dello Zodiaco）は、イタリアのルネサンス期の画家、コズメ・トゥーラによる1459-1463年ごろの板上のテンペラ画である。名称は聖母マリアの背後にある、部分的に失われた干支を表す金の輪郭に由来するが、干支は「クロノクレーター (chronocrator: 宇宙時間の支配者）」としてのキリストの役割を表している。現在、ヴェネツィアのアカデミア美術館に所蔵されている。
作品はメルラーラで制作され、かつてベルトルディ家に所有されていた。サン・ニコラ教会の歴史的な礼拝堂（現在は破壊されており、柱頭が1つしか残っていない）のために制作されたのかもしれない。この礼拝堂は、長い間、ベルトルディ家の私的な礼拝堂であった。基部には、「SVIGLIAELTUO FIGLIO DOLCE MADRE PIA / PER FAR INFIN FELICEL'ALMAMIA」の刻印がある。作品の上部には、シエナのベルナルディーノが推進するシンボルである「IHS」（「人類の救い主イエス」を表す) を持った天使たちのルネットがある。

## 概要と様式
疑似木製額縁の中で、聖母マリアは幼子イエス・キリストを腕に抱き、ゴシキヒワが止まっている2つのブドウの房の間を見ている。これは、イエスの聖体の犠牲への二重の言及である。
眠っている息子を甘やかな表情で見ているマリアの後ろには、金で縁取られた干支（黄道帯）が1つあり（一部失われている）、これは「クロニクラー」、つまり宇宙時間の支配者としてのキリストの役割を示唆している。水瓶座とうお座のシンボルは特に認識できるが、他のシンボルは失われている。マリアは頭に青いマント、赤い衣服、白いヴェールを身に着けており、画家の典型的な様式として金属的な襞がエンボス加工されている。すべてが正確な図像的表現と「エナメル的な」効果のある色彩で示されている。